# Dronne
La Dronne è un fiume francese che attraversa la regione della Nuova Aquitania ed è un affluente del fiume Isle, quindi un subaffluente della Dordogna. Nasce nel territorio comunale di Bussière-Galant, località les Borderies, e, dopo un percorso di poco più di 200 km, sfocia nell'Isle a Coutras, in località la Fourchée.

## Etimologia
Drône è una grafia arcaica francese che si ritrova nel nome di due comuni del Ribéracois: Saint-Méard-de-Drône e Saint-Pardoux-de-Drône, che testimoniano della sua pronuncia.
Notare Drona nel 1215, il suo nome si esplica con la radice idronomica dur - dal celtico dour, che significa fiume, e il suffisso pre-latino -onna.

## Geografia

### Il corso

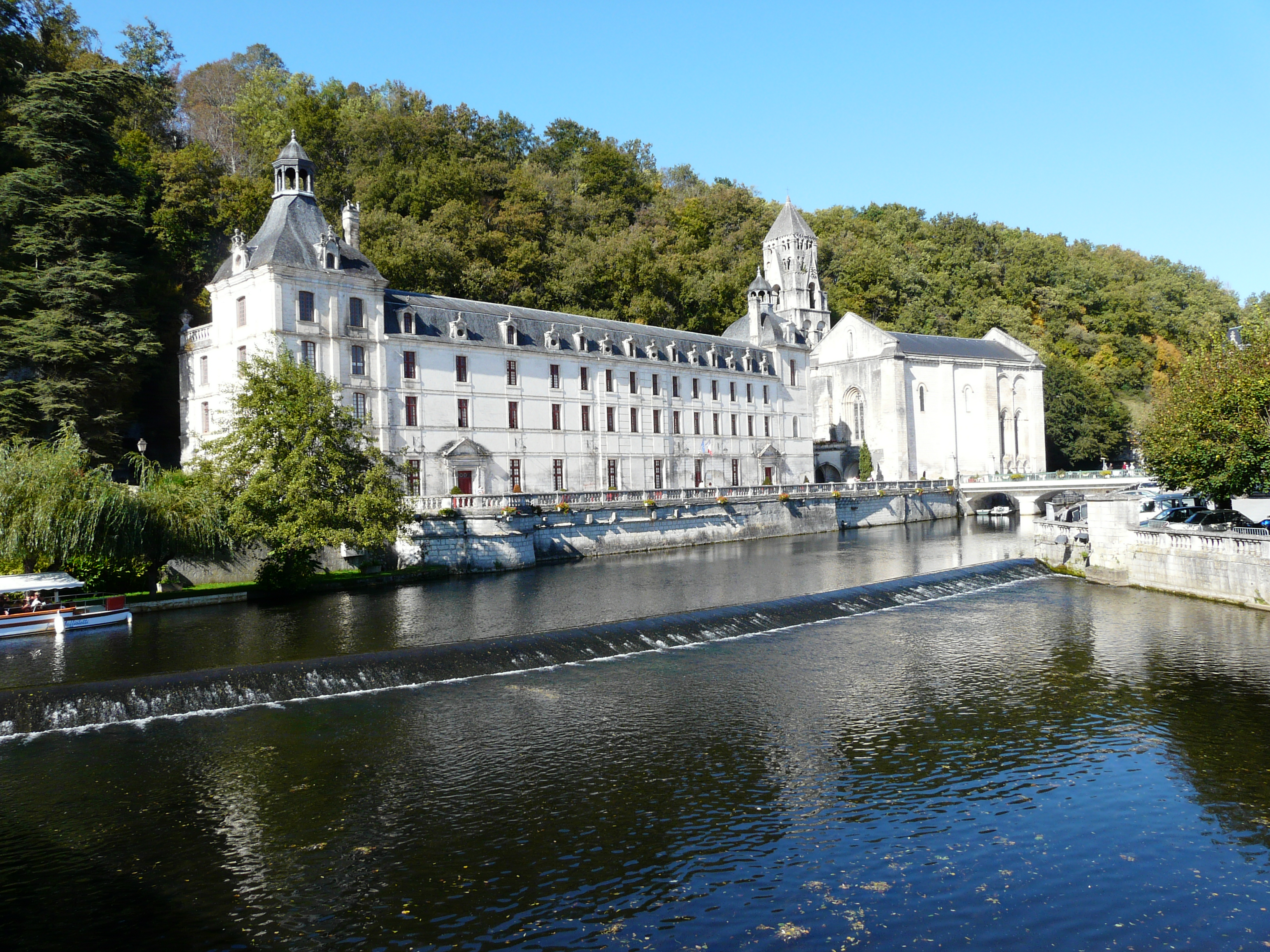
La Dronne di fronte all'abbazia di Brantôme.

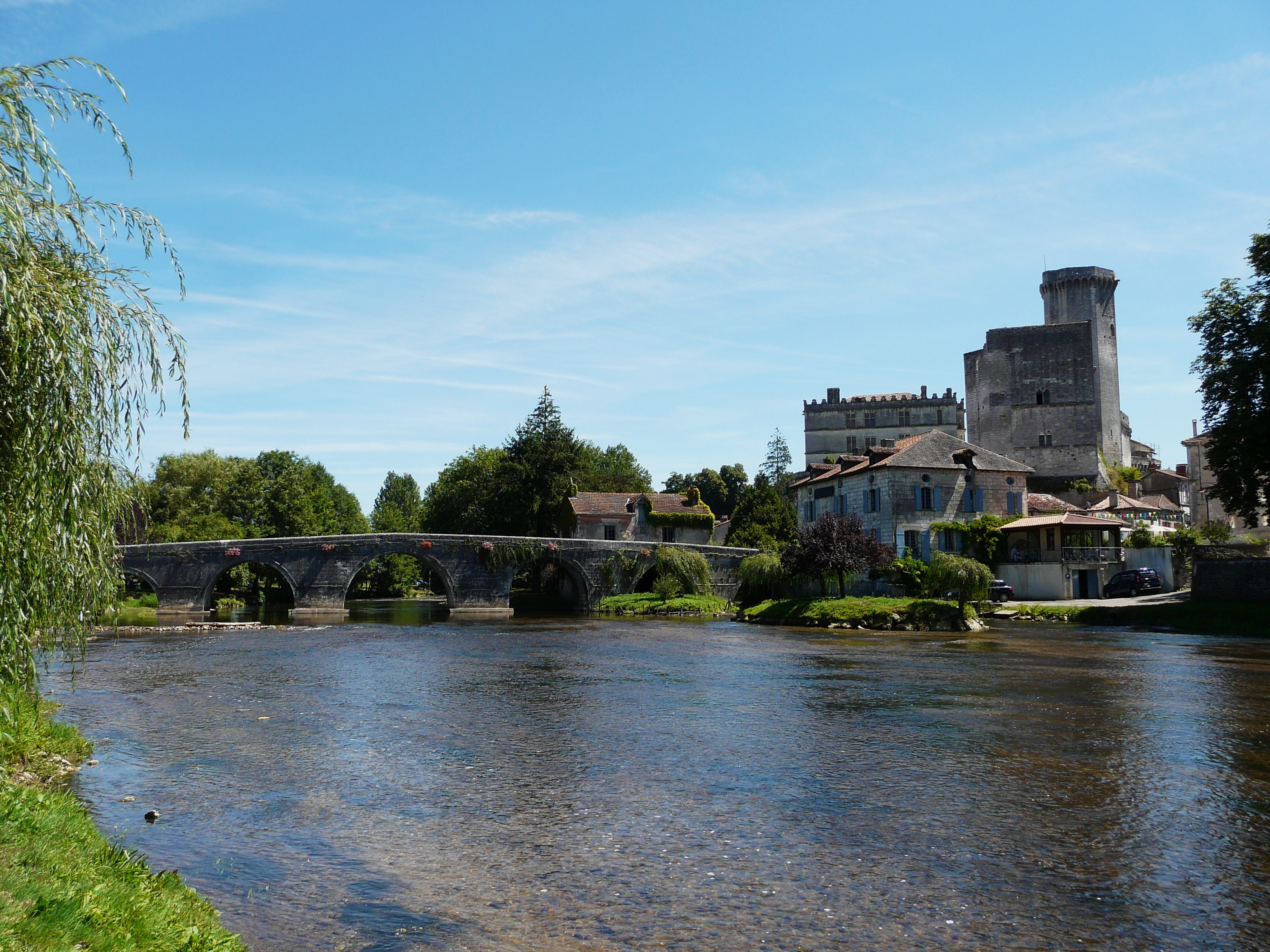
La Dronne a Bourdeilles.

Dopo essere sgorgata nel comune di Bussière-Galant, il suo corso funge per una decina di chilometri da confine fra l'Alta Vienne e il dipartimento della Dordogna, dove il fiume entra tra i comuni di Dournazac, di Firbeix e di Mialet. Essa attraversa i comuni di Champs-Romain, Saint-Pardoux-la-Rivière, scorre ai confini di Saint-Front-la-Rivière, Quinsac e Champagnac-de-Belair, prima di bagnare Brantôme, chiudendone il centro in un'isola di circa 300 metri di diametro, da cui il soprannome di "Venezia del Périgord", attribuito a questa località.
Essa corre quindi lungo Valeuil, attraversa Bourdeilles, cinge Lisle, Tocane-Saint-Apre e Ribérac.
Da Petit-Bersac fino a Saint-Antoine-Cumond, funge da confine dipartimentale per sette chilometri. Entra quindi nel Charente e bagna Aubeterre-sur-Dronne, uno dei villaggi più belli di Francia, poi Bonnes.
A partire da Saint-Aulaye e fino a Églisottes, il suo corso funge nuovamente da confine dipartimentale, per trenta chilometri, delimitando sulla sua destra orografica comuni del Charente e poi della Charente Marittima (Saint-Aigulin), e successivamente sulla riva sinistra snodandosi fra i suoi paesi in Dordogna: Chenaud, Parcoul et La Roche-Chalais.
A partire dagli Églisottes, il suo corso procede in Gironda: attraversa Coutras e un chilometro e mezzo oltre, verso sud-ovest, sfocia nell'Isle, sulla sua destra orografica, ove termina il suo corso dopo 200,6 chilometri.

### Galleria d'immagini

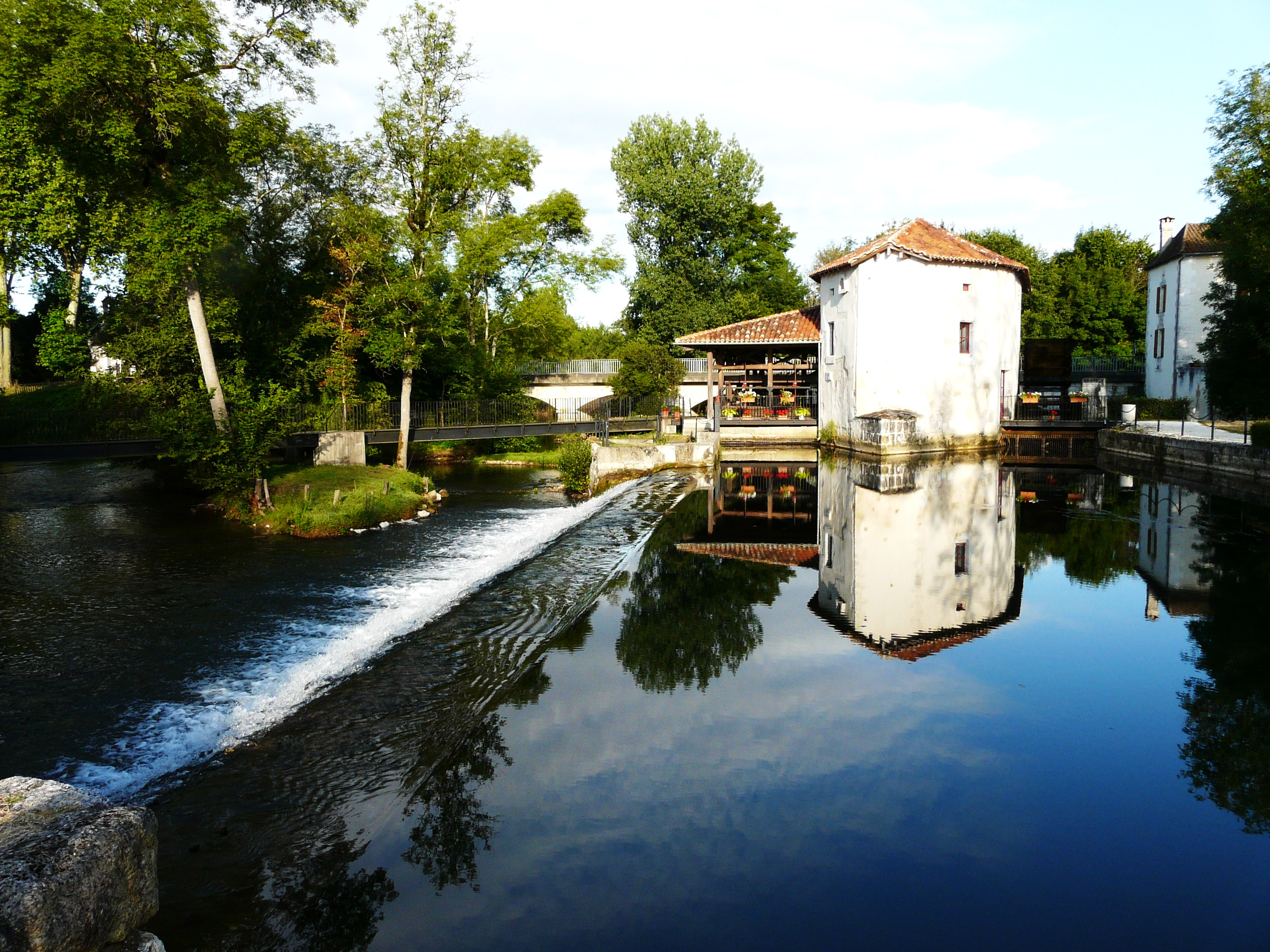
La Dronne a Montagrier, al Moulin du Pont
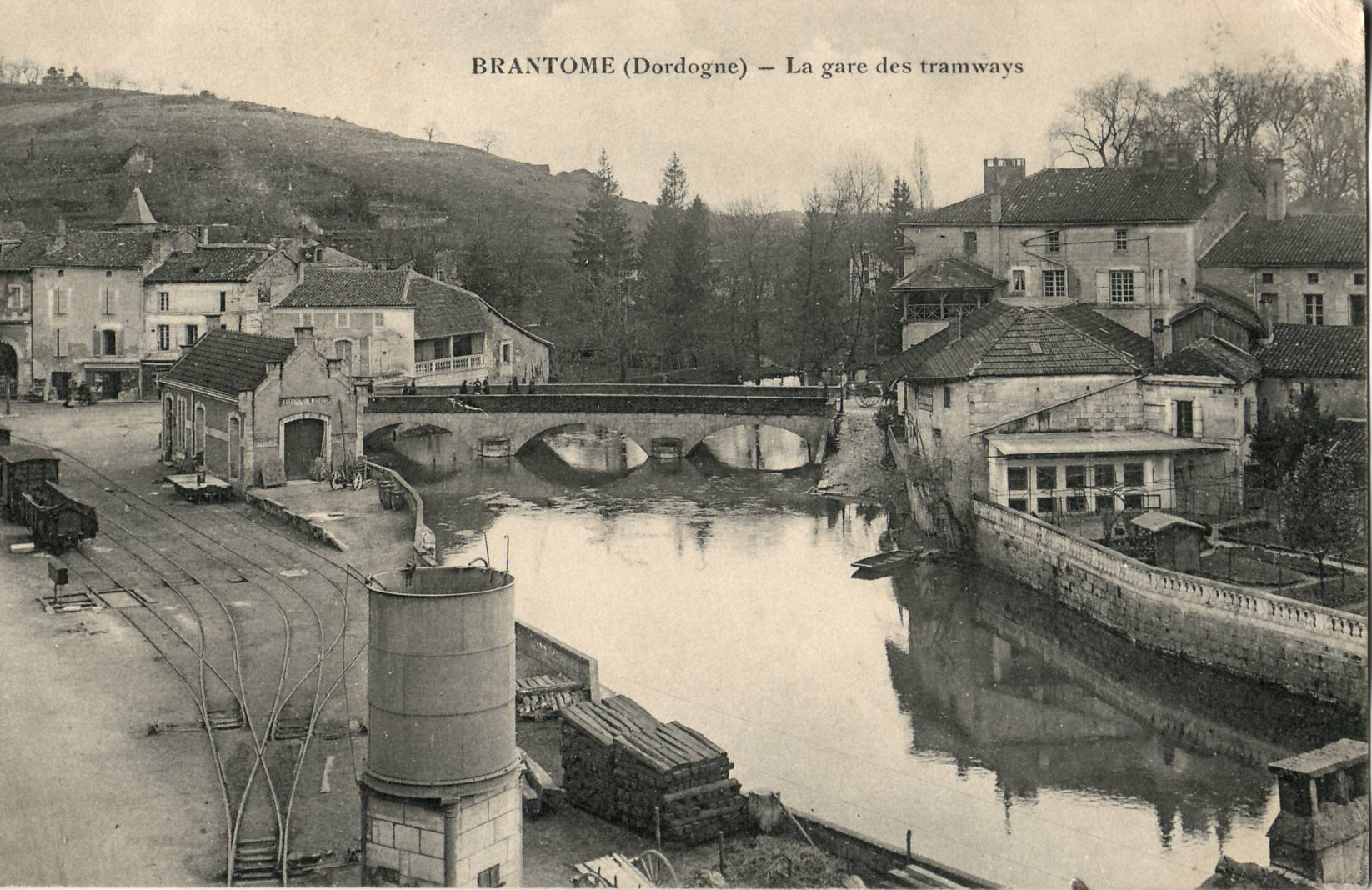
La Dronne à Brantôme, verso il 1910, all'epoca della Ferrovia del Périgord (a sinistra del cliché)
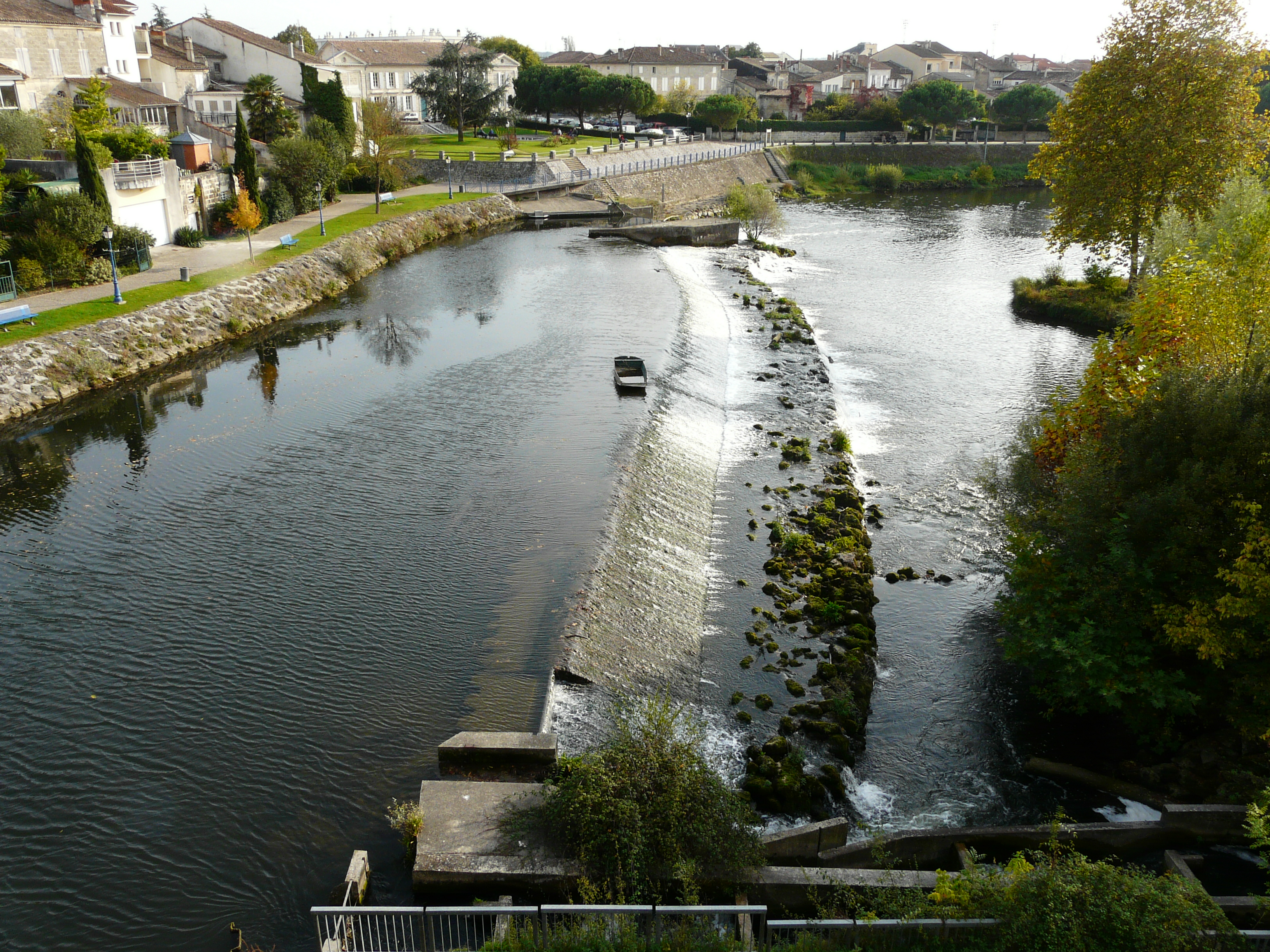
La Dronne à Coutras.

### Toponimi
La Dronne ha dato il suo idronimo a tre comuni: Aubeterre-sur-Dronne, Saint-Méard-de-Drône, Saint-Pardoux-de-Drône.

## Idrologia
La Dronne è un fiume molto abbondante di acque, come l'Isle. 

### La Dronne a Coutras
La sua portata è stata osservata per un periodo di 45 anni (1967-2011) a Coutras, località del dipartimento della Gironda, situata poco prima della confluenza con l'Isle. Il bacino versante del fiume è di 2816 km², a 6 metri di altezza s.l.m., cioè la sua quasi totalità.
Il modulo del fiume a Coutras è di 24,6 m3/sec.
La Dronne presenta fluttuazioni stagionali di portata ben marcate, con picchi nel periodo inverno-primavera che segnano una portata mensile media a un livello posto tra i 33,3 e i 50,5 m3, da dicembre ad aprile inclusi (con i massimi in gennaio e soprattutto in febbraio), e con periodi di magra in estate, da luglio a settembre, con una portata media mensile fino a 4,85 m3 nel mese di agosto. Tuttavia le fluttuazioni sono ben più pronunciate lungo brevi periodi.

## Principali affluenti
62 sono i corsi d'acqua di ogni dimensione che confluiscono nella Dronne; i principali sono:

### Alla riva destra
- il Boulou
- l'Euche
- la Lizonne, chiamata anche Nizonne nel tratto a monte
- l'Auzonne
- la Tude
- la Mame
- il Goulor

### Alla riva sinistra
- la Côle
- la Donzelle
- la Peychay
- la Rizonne (o Rissonne)
- il Chalaure

## Ambiente
Tre zone della rete Natura 2000 riguardano la valle della Dronne.
- Per una cinquantina di chilometri dalla sua sorgente fino a Saint-Pardoux-la-Rivière, la Dronne e le sue sponde presentano un ambiente fatto di terre, di praterie umide, di coltivazioni e di foreste[4]. Questa zona rappresenta il più notevole sito di Francia per la "cozza perlifera d'acqua dolce" (Margaritifera margaritifera)[5] che vi si riproduce. Nel gennaio 2017 è stata inaugurata a Firbeix una "fattoria" di acquacoltura in vista della riproduzione e della reintroduzione di cozze perlifere d'acqua dolce nel bacino dell'alta Dronne[6]. Vi si trovano inoltre altre specie europee minacciate: un anfibio, l'ululone dal ventre giallo (Bombina variegata), una libellula, Coenagrion mercuriale, una farfalla, l'Euphydryas aurinia, il gambero di fiume europeo (Austropotamobius pallipes), numerosi mammiferi tra i quali la lontra europea e tre specie di pipistrelli, così come due tipi di pesce, lo scazzone e la lampreda di ruscello.[4]
- Per circa 110 chilometri, dal sud di Brantôme fino alla sua confluenza con l'Isle, la Dronne scorre in un territorio composto principalmente di praterie umide e di terre coltivate, con zone di bocage[7]. È una zona importante per la riproduzione della lampreda di mare (Petromyzon marinus). Vi s'incontrano cinque altre specie minacciate di pesci, così come il gambero di fiume europeo (Austropotamobius pallipes) e dei visoni europei (Mustela lutreola) [7].
- I pendii sulla riva destra della Dronne, situati essenzialmente sui territori comunali di Bourdeilles, Grand-Brassac e Montagrier e composti di steppe e lande, formano un terreno propizio a numerose orchidee e ai ginepri comuni (Juniperus communis).[8]

## Luoghi e monumenti d'interesse
Lungo il suo corso la Dronne attraversa o passa nei pressi di numerosi monumenti e luoghi d'interesse:
- Il salto del Chalard ai margini dei comuni di Champs-Romain e Saint-Saud-Lacoussière, a est di Nontron, ove il fiume passa in una gola
- Il castello di Caneau a Saint-Front-la-Rivière
- Il castello di Vaugoubert a Quinsac
- La chiesa di San Cristoforo a Champagnac-de-Belair
- Brantôme, la "Venezia del Périgord", e la sua abbazia
- La chiesa di San Pantaleone di Valeuil
- Bourdeilles, i suoi castelli e il suo vecchio ponte
- La chiesa di Saint-Martin de Lisle
- Il museo gallo-romano di Petit-Bersac
- Aubeterre-sur-Dronne, uno dei villaggi più belli di Francia, con la sua chiesa sotterranea
- Il ponte medievale di Saint-Aulaye
- La chiesa di San Martino di Parcoul